# Pareurystheus gurjanovae
Pareurystheus gurjanovae är en kräftdjursart som beskrevs av Tsvetkova 1977. Pareurystheus gurjanovae ingår i släktet Pareurystheus och familjen Isaeidae. Inga underarter finns listade i Catalogue of Life.